# Argisto Giuffredi
Argisto Giuffredi (Palermo, 1535 – fortaleza de Castellammare, 1593) fue un poeta italiano. Se sabe que fue secretario del Senado de Palermo y ocupó otros cargos públicos. Formó parte de la Accademia degli Accesi e degli Irresoluti. Escribió poesía en italiano, en siciliano y en español. También dejó algunas rimas y escritos morales, entre los que se encuentra Avvertimenti cristiani (1585), documento que presenta la forma de pensar de la época.